# Ellen Willmott
Ellen Ann Willmott, née le 19 août 1858 à Spring Grove, Heston, dans le Middlesex, et morte le 27 septembre 1934, à Warley Place, près de Brentwood, dans l'Essex, est une jardinière britannique.

## Biographie
Ellen Willmott est la fille aînée de Frederick Willmott, avocat, et d'Ellen Fell son épouse. La famille est catholique, et les trois filles sont élevées dans une école religieuse, à Isleworth. La plus jeune sœur d'Ellen meurt de la diphtérie, en 1872, puis la famille s'installe à Warley Place, à Great Warley, dans l'Essex, en 1876. La famille aménage le jardin, avec l'aide de James Backhouse qui crée une mare, des grottes, des cascades et des rocailles. La famille voyage en Europe, et Ellen fait ses premiers achats de plantes, d'une façon à la fois avisée pour leur qualité et inconsidérée, achetant à l'étranger des plantes qu'elle aurait pu trouver en Angleterre. Elle achète en 1890 une propriété en Savoie, le château de Tresserve, près d'Aix-les-Bains. Après le mariage de Rose, sa dernière sœur, en 1891, puis la mort de leurs parents, Ellen Willmott vit seule à Warley dont elle hérite.
Ellen Willmott acquiert en 1905 la villa Piacenza Boccanegra, près de Vintimille, propriété voisine du jardin botanique Hanbury créé par Thomas Hanbury, qui vient de donner le jardin botanique de Wisley à la Royal Horticultural Society. Elle donne libre cours à son intérêt pour le jardinage dans ses propriétés, faisant des essais d'acclimatation de différentes plantes. Elle finance la troisième expédition d'Ernest Henry Wilson en Chine, et se fait envoyer des plantes d'Asie et du Moyen-Orient. Plusieurs de ces nouvelles espèces sont nommées en son honneur Ceratostigma willmottianum, Rosa willmottiae et Corylopsis willmottiae. 
Ellen Willmott acquiert une renommée dans le domaine du jardinage. Elle devient ainsi membre de la Royal Horticultural Society en 1894 et est élue membre de plusieurs comités de cette société, le comité des narcisses en 1897, le comité des fleurs (groupe B) en 1903, et le comité des lys en 1933,. En 1897, lorsque la Royal Horticulural Society crée la médaille Victoria de l'honneur décernée à 60 jardiniers, elle est l'une des deux femmes récompensées, avec Gertrude Jekyll. Elle est également l'une des premières femmes élues à la Linnean Society of London, en 1905. Elle est administratrice (trustee) du jardin botanique de Wisley en 1903. Elle gagne plusieurs prix pour ses fleurs, dans des expositions florales. Elle est spécialiste de la jonquille, dont elle cultive 600 espèces et hybrides, et de l'iris. Elle donne aux jardins botaniques royaux de Kew un herbier de 15 000 pages d'espèces végétales et cultive 100 000 espèces et variétés de plantes et d'arbustes, entretenues par une centaine de jardiniers.
Elle publie en 1910-1914, The Genus Rosa, en trois volumes, avec des aquarelles d'Alfred Parsons, et un livre de photographies de ses jardins de Warley, Warley Garden in Spring and Summer en 1909. Elle s'intéresse également à la photographie et a une chambre noire pour les développements des photos, joue du piano et du violon sur son Stradivarius, participe à des concerts et manifestations musicales. Elle reçoit plusieurs personnalités à Warley, notamment la reine Alexandra, et elle voyage entre ses trois propriétés.
La fin de vie d'Ellen Willmott est assombrie par des difficultés financières, et elle meurt dans une assez grande solitude, probablement d'un infarctus, le 26 septembre 1934, à l'âge de 76 ans. Son domaine de Warley Place est vendu,,. Il devient ensuite une ceinture verte et une réserve naturelle.

## Distinctions

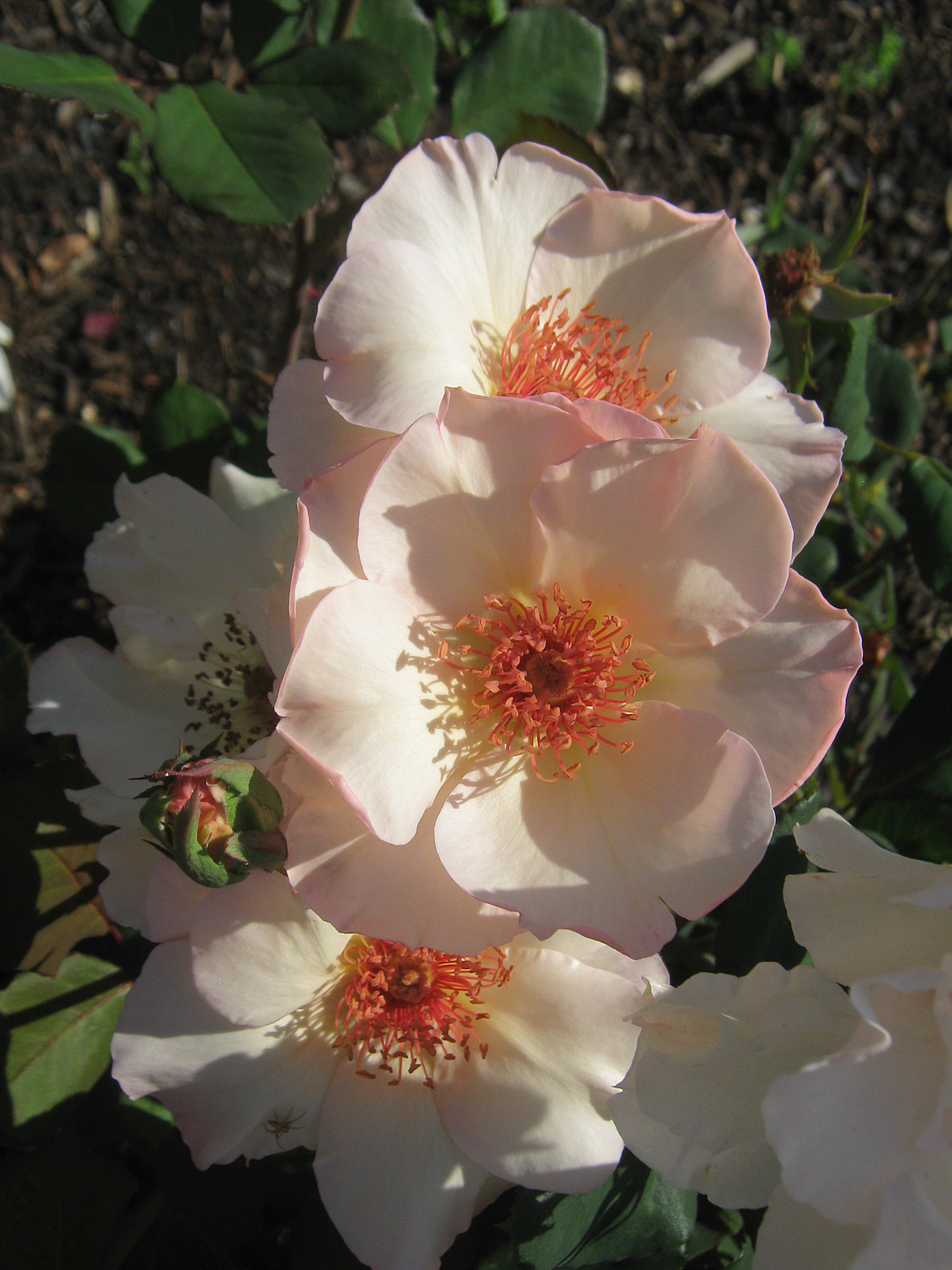
Rose 'Ellen Willmott'.

- 1897 : médaille Victoria de l'honneur
- 1905 : membre de la Linnean Society of London
- 1912 : médaille Isidore Geoffroy St Hilaire de la Société d'acclimatation de France
- 1924 : médaille Dean Hole, de la Royal National Rose Society
- 1935 : la rose hybride de thé 'Ellen Willmott' (Wm. E.B. Archer & Daughter) est baptisée en son honneur.

## Galerie

Fleurs
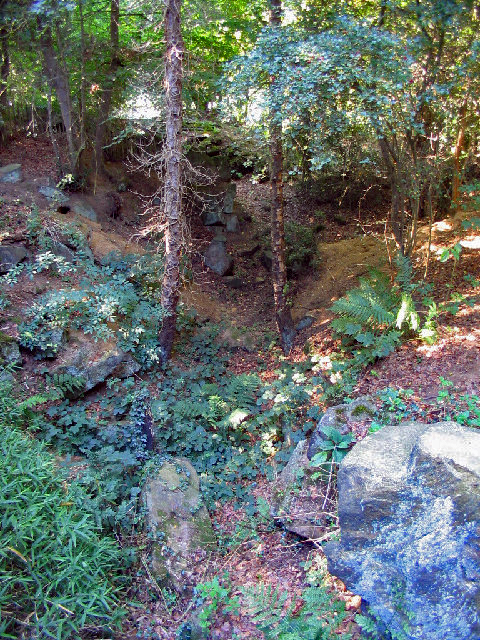
Gorge artificielle à Warley Place
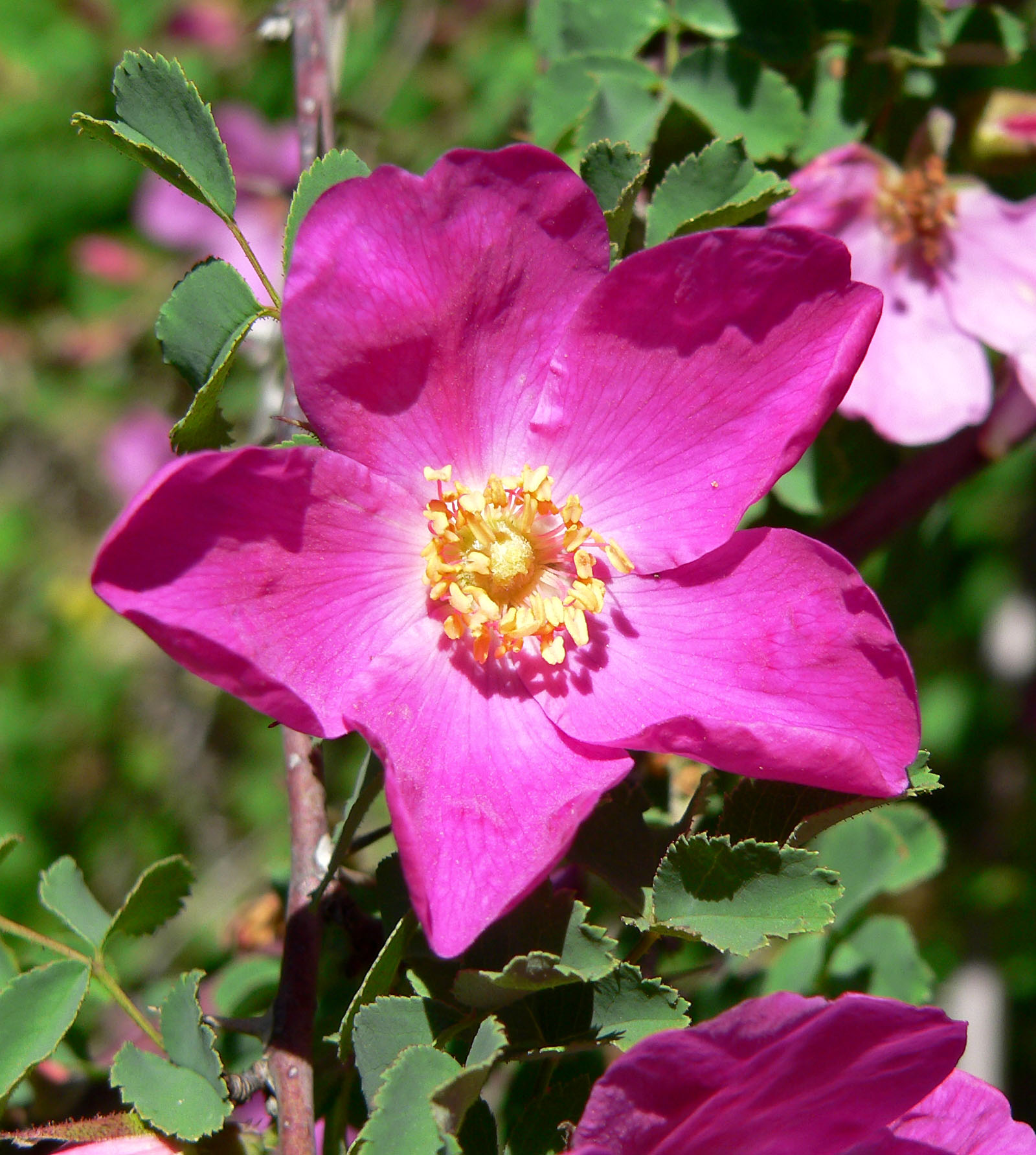
Rosa willmottiae
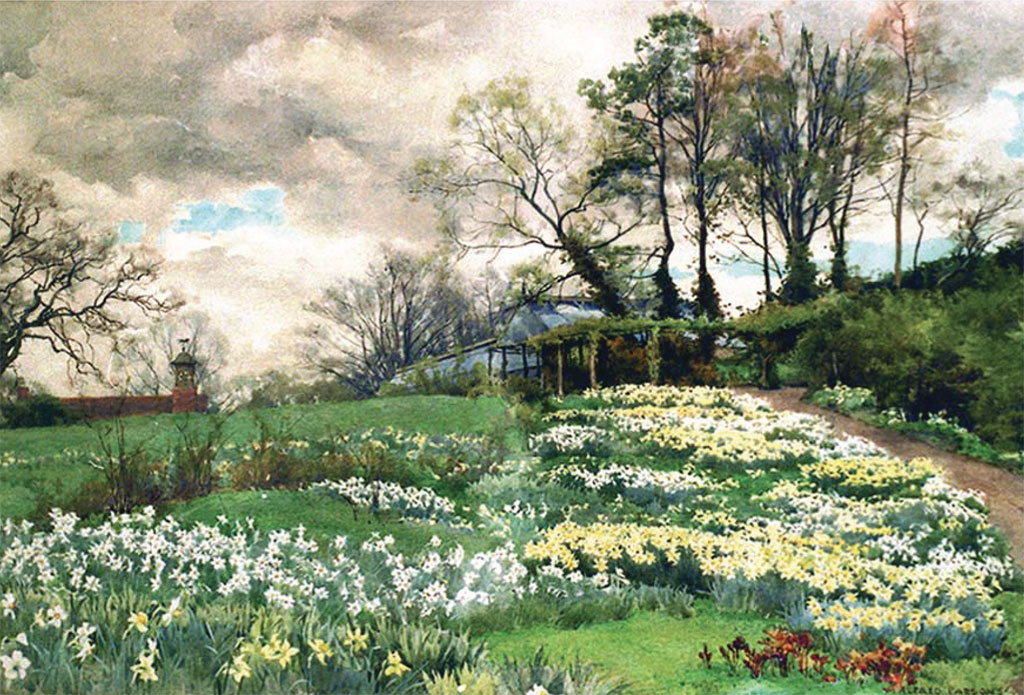
Aquarelle du jardin de Willmott par Alfred Parsons.
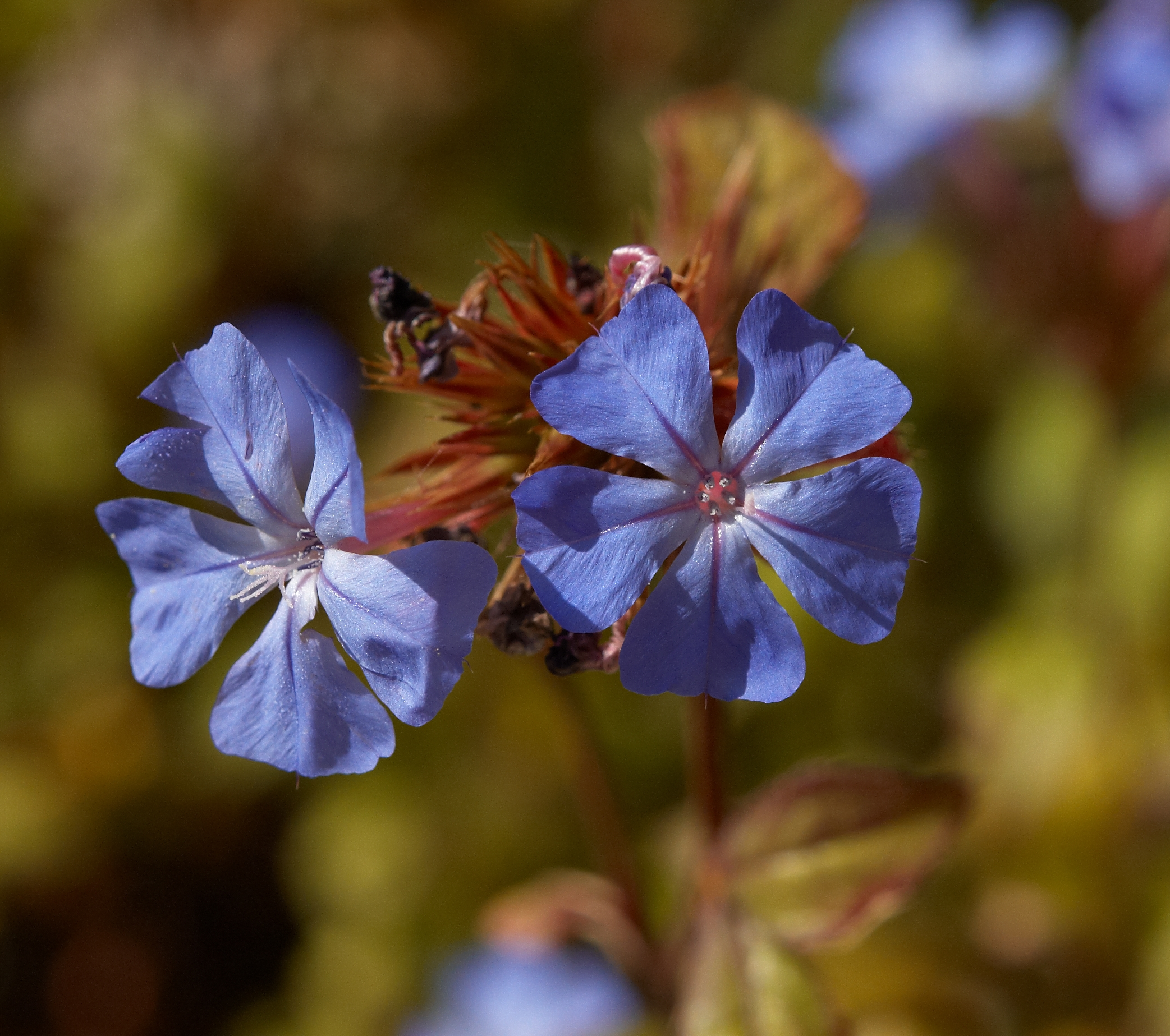
Ceratostigma willmottianum, une des 60 espèces nommées d'après Ellen Willmott ou Warley Place.
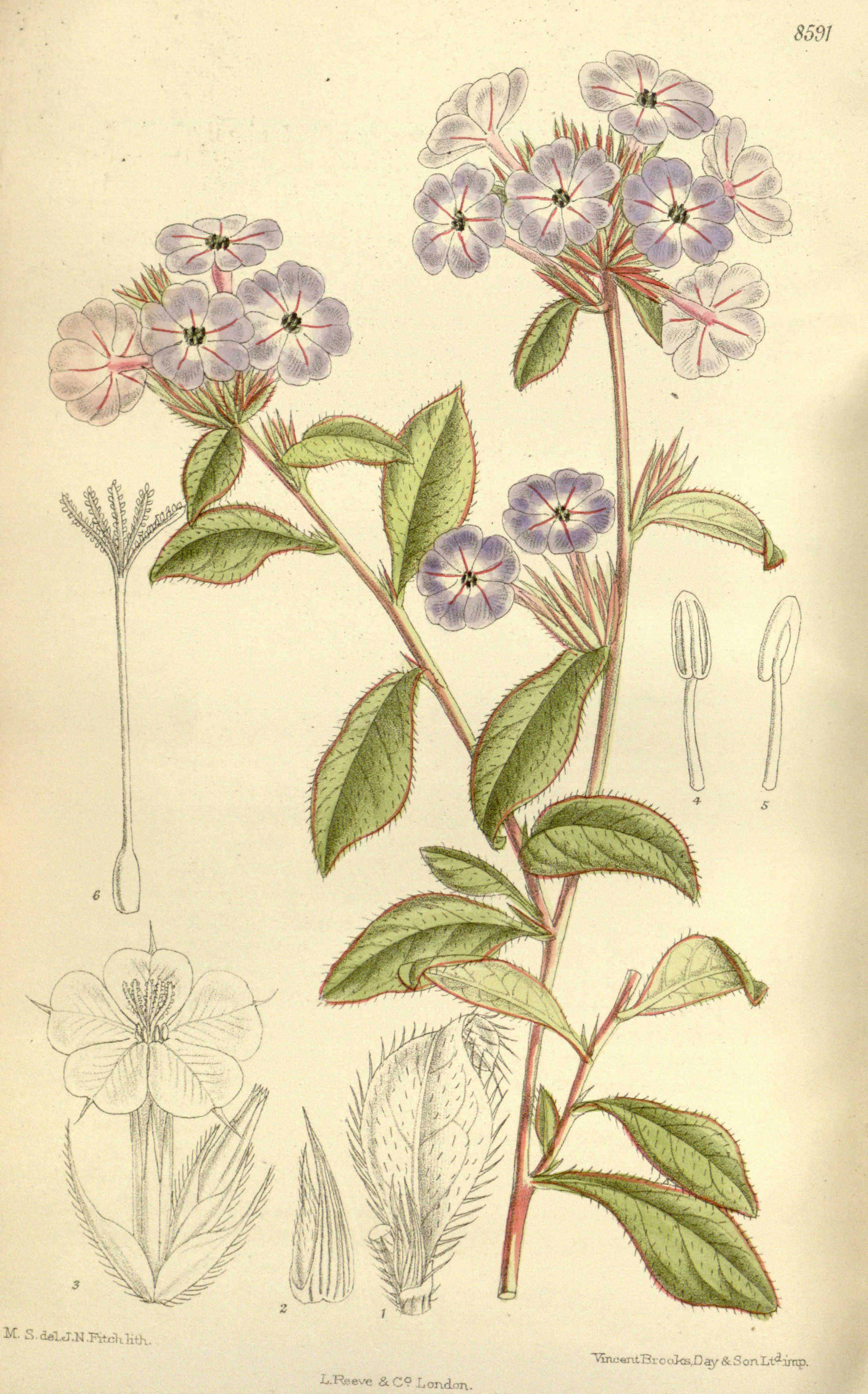